# Thomas Riegler
Thomas Riegler (* 16. Mai 1965 in Wiesentheid) ist ein deutscher evangelischer Kirchenmusiker und Komponist.

## Leben
Thomas Riegler stammt aus einem christlich geprägten Elternhaus. Seine Patentante brachte ihn auf die Idee, Orgelunterricht zu nehmen. Er erlernte ab 1974 bei Matthias Hippe das Orgelspiel. Er entschied sich nach seinem Abitur 1984 gegen ein naturwissenschaftliches Studium und studierte bis 1988 an der Fachakademie für Kirchenmusik (heute Hochschule) in Bayreuth Kirchenmusik. Er war nach seinem kirchenmusikalischen Praktikum in Rothenburg ob der Tauber von 1989 bis 2001 Kantor in Wiehl. Seit 2001 ist er zusammen mit seiner Frau Kantor in Bad Neustadt an der Saale. Im selben Jahr war er Teilnehmer des Projekts Komponisten schreiben für Kinder. 2011 wurde ihm der Titel Kirchenmusikdirektor verliehen.

## Tätigkeit als Komponist
Er improvisierte gerne bereits als Schüler und begann später neue Stücke zu arrangieren. Nach dem Erscheinen der ersten Notensatzprogramme begann er für Familiengottesdienste Pop- und Jazzstücke zu schreiben. Später schrieb er sein erstes Musical für die besetzungstechnischen Möglichkeiten seiner Kirchengemeinde. Nach dem Bekanntwerden seiner Tätigkeit veröffentlichte er seine Werke beim Carus- und Strube-Verlag. Besonders populär ist sein Bläserstück „Tango aferato“, abgedruckt im Bayrischen Bläserheft von 2010.

## Privates
Seine Frau, Karin Riegler lernte er bei seinem Studium kennen, welche damals in Lanzendorf einen Chor leitete. Beide teilten sich später eine Stelle im Rheinland. Das Ehepaar hat zwei Kinder.

## Auszeichnungen
- Silbener Wieltaler (2001)
- Jugendförderpreis der Bücher-Dieckmeyer-Stiftung (2018)

## Werke (Auswahl)
- Vier Kindermusicals
- Vier Hefte mit Orgelstücken
- Chorheft mit Spirituals
- Zahlreiche Bläserstücke in Bläserheften der Posaunenchorverbände